# 関口宏のオォ!笑歌
『関口宏のオォ!笑歌』（せきぐちひろしのオォ しょうか）は、1976年4月3日から1977年9月24日までテレビ朝日（1977年3月まではNET）で放送されていた歌謡バラエティ番組である。放送時間は毎週土曜 13:00 - 13:55 （日本標準時）、同時間帯にプロ野球中継などのスポーツ中継や単発特別番組が編成される週には放送を休止。

## 概要
主婦をターゲットにした土曜昼の番組で、関口宏と西川峰子（後の仁支川峰子）が司会を務めていた。

## 出演者

### 司会
- 関口宏
- 西川峰子

### レギュラー
- 千昌夫
- 青空球児・好児

## スタッフ
- 構成 - 伊藤裕弘、福井貞則
- 音楽 - 永作幸男
- 技術 - 鈴木孝
- カラー調整 - 前盛善加
- 映像 - 上野英男
- 照明 - 高橋和憲
- 音声 - 中村忠靖
- 美術 - 佐藤隆男
- 音響 - 今井進
- 技術協力 - 千代田ビデオ
- プロデューサー - 下川靖夫（NET→テレビ朝日）、緒方陽一（NP企画）
- 演出 - 古谷寛
- 制作 - NET→テレビ朝日、NP企画

## 放送局
- NET→テレビ朝日（制作局）
- 三重テレビ